# 袁詠琳
袁詠琳（Cindy Yen，1986年11月14日—），本名吳欣雲，生於美國德州休士頓，台灣歌手。台灣杰威爾音樂（JVR Music）的創作歌手。2015年化名欣雲演唱《春梅》台語片尾曲。以《星星知我心》聞名遐邇的女演員吳靜嫻是袁詠琳的親姑姑。曾代行海軍總長的中華民國海軍將領吳紉禮是袁詠琳的曾祖父。2023年6月參加ITF國際網球大師賽奪得30+女雙冠軍和35+混雙亞軍。

## 生平
父母是台灣留美學生，父親吳鐵肩畢業於國立成功大學數學系，母親袁瓊麗畢業於國立台灣大學。他們在美國唸書時認識結婚。父親任休士頓大學教授，母親任會計師（有美國會計師執照）時生下袁詠琳。她4歲開始學鋼琴、9歲學小提琴。12歲父母協議離婚後，父親返台於母校國立成功大學統計系任教。她在美國由母親單獨帶大，於德克薩斯州大學奧斯汀分校音樂系學士（主修鋼琴）與廣播新聞系雙主修畢業後移居台灣。她曾經是女子美式足球校隊，2009年母親替她報名參加Miss Chinatown USA pageant 2009，獲得第52屆全美華埠小姐冠軍。

## 爭議
在2015年宣布首度來臺灣舉辦演唱會，因高額票價引發熱議，袁詠琳於Facebook上的個人粉絲專頁寫著：「大家可能不知道，但Madonna這次tour的主題是很邪惡的。她早已公開她是撒旦教的。而這次演唱會是一種獻祭，打開靈界門戶。主題名為：『褻瀆神聖的新婦及墮落天使的到來！』不管你信不信，我只是覺得要讓大家知道。」事後袁詠琳將此篇文章從臉書移除。
對此她所屬的杰威爾音樂表示「每個人的宗教信仰都是屬於個人的自由，都應該彼此包容尊重，我們公司很多人都是瑪丹娜的歌迷，我們跟大家一樣驚訝，目前藝人手機沒接電話，我們也在找人了解當中。」
周杰倫也透過公司回應：「杰倫在飛機上，不知道這件事情，不過周杰倫一向尊重每個人的宗教信仰。」另外，黃立成與李明依都有對該事件做出評論。

## 參加比賽及獲得獎項

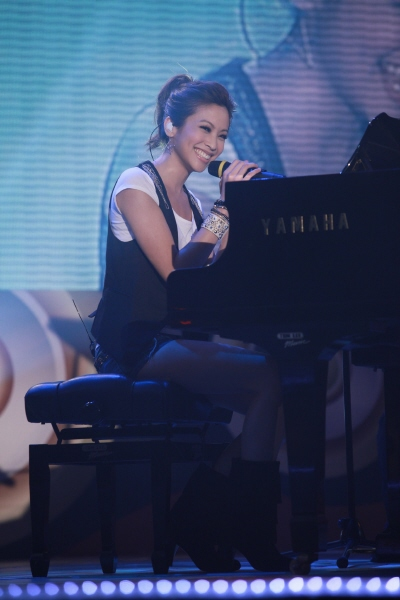
袁詠琳2010年在亞洲電視《亞洲星光大道》表演

### 2002年
- 當選All State Symphony Orchestra成員

### 2004年
- 參與Clear Lake交響樂團鋼琴演奏

### 2005年
- 佛羅里達大學畢業電影「Tycho's Nova」第一女主角

### 2006年
- BKG Silver Rose 選美冠軍
- 德州大學Main Building Madness Talent 才藝比賽冠軍

### 2007年
- 德州大學Miss Scarlet & Silver選美冠軍
- 德州大學 TiSA (Taiwanese International Student Association, 台灣國際學生會) 歌唱比賽評審及嘉賓

### 2008年
- 休士頓華埠小姐比賽冠軍
- 奧斯丁歌唱比賽進入決賽（前10名）
- 德州大學Longhorn模特兒選拔進入決賽（前15名）
- 德州大學Coop Fall Apparel雜誌模特兒

### 2009年
- 全美華埠小姐比賽冠軍

### 2014年
- 4月18日擔任中華職棒比賽開球嘉賓

### 2016年
- QQ音樂頒獎典禮《刺蝟的擁抱》年度10大金曲
- HitFM頒獎典禮<Hito唱跳女聲>

### 2020年
- 參選乘風破浪的姊姊

## 電視節目

### 主持
| 年份       | 播出頻道   | 節目                   | 備註                     |
| 2017年12月 | TVBS歡樂台 | 《食尚玩家－就要醬玩》 | 與楊子儀和哈孝遠共同主持 |
| 2019年8月  | 東風衛視   | 《週末Party up》       | 與蔡昌憲共同主持         |

### 固定綜藝
| 年份          | 播出頻道             | 節目                   | 備註       |
| 2019年10月    | 愛奇藝               | 《這樣唱好美》         | 好美女聲   |
| 2020年6月     | 湖南娱乐频道、芒果TV | 《乘风破浪的姐姐》     | 參賽選手   |
| 2020年11月    | 湖南娱乐频道、芒果TV | 《理想家》             |            |
| 2021年10-12月 | 騰訊視頻             | 《超新星運動會第四季》 | 運動員選手 |
| 2024年5月     | 湖南卫视、芒果TV     | 《歌手2024》           | 音乐合伙人 |

## 戲劇

### 電視劇
| 年 度 | 播出頻道        | 劇 名            | 飾 演  |
| ----- | --------------- | ---------------- | ------ |
| 2009  | 華視            | 熊貓人           | CINDY  |
| 2011  | 公視            | 瑰寶1949         | 容星怡 |
| 2013  | 公視            | 仲夏夜府城       | 佳穎   |
| 2015  | 台視/TVBS歡樂台 | 哇！陳怡君       | Sophie |
| 2015  | 三立、東森      | 軍官·情人        | Tracy  |
| 2016  | 三立、東森      | 飛魚高校生       | 費歐娜 |
| 2016  | 中國大陸        | 推理筆記         | 庄妍   |
| 2017  | 三立、台視      | 噗通噗通我愛你   | Jenny  |
| 2018  | CHOCO TV        | 秘密情人         | 永曦   |
| 2018  | 台視/三立都會台 | 三明治女孩的逆襲 | 陳樂妍 |

### 電影
| 上映年份 | 電影名稱 | 飾演 | 導演 |
| 2012年   | 第一次   | 彭薇 | 韓延 |

### 音樂劇
| 年份   | 劇名       | 飾演   | 劇團     |
| 2019年 | 綠島小夜曲 | 梁瀞文 | 果陀劇場 |

## 音樂創作

### 專輯
| 專輯 # | 專輯名稱           | 發行日期       | 發行公司   | 曲目 |
| ------ | ------------------ | -------------- | ---------- | --- |
| 1      | 《袁詠琳》         | 2009年10月30日 | 杰威爾音樂 | 曲目 1. 雨後天空 2. 畫沙 3. 唱首歌因為思念 4. 熱氣球 5. 笨魚 6. I’m Sorry 7. 你不愛我了 8. 舞帶威脅 9. 很旅行的愛情 10. 那年我們一起許願       |
| 2      | 《2 be Different》 | 2011年9月29日  | 杰威爾音樂 | 曲目 1. 陷阱 2. 愛危險 3. 聽我說 (feat. Nicky李玖哲) 4. 把傷心打碎 5. 傻傻地 6. Brand New Day 7. Come On 8. 釋懷 9. 我想要迷路 10. 朋友        |
| 3      | 《Fight For Love》 | 2015年2月6日   | 杰威爾音樂 | 曲目 1. Bad Boy 2. Come To Mami (ft. MP魔幻力量) 3. 刺蝟的擁抱 4. 為愛戰鬥 5. 美麗 6. 小寶貝 7. 愛是黑白 8. Fly Tonight 9. 怎麼了 10. 有模有樣 |

### EP
| EP # | EP名稱        | 發行日期     | 發行公司   | 曲目                                             |
| ---- | ------------- | ------------ | ---------- | ------------------------------------------------ |
| 1    | 《此刻 正好》 | 2018年2月2日 | 杰威爾音樂 | 曲目 1. 你想娶我嗎 2. That's Alright 3. 只好倔強 |

### 單曲
| 單曲 # | 單曲資料                                                                            |
| ------ | ----------------------------------------------------------------------------------- |
| 1      | 數位單曲《我愛我自己》(2016美國棉年度主題曲) - 發行日期：2016年5月13日 - 語言：國語 |
| 2      | 數位單曲《終於勇敢了》(2019美國棉年度主題曲) - 發行日期：2019年1月11日 - 語言：國語 |
| 3      | 數位單曲《乘風破浪》 - 發行日期：2020年8月21日 - 語言：國語                         |
| 4      | 數位單曲《21天》(2020美國棉年度主題曲) - 發行日期：2020年8月28日 - 語言：國語       |
| 5      | 數位單曲《我要我》 - 發行日期：2020年11月19日 - 語言：國語                          |
| 6      | 數位單曲《滾燙的燃燒》 - 發行日期：2021年10月8日 - 語言：國語                       |
| 7      | 數位單曲《拜託有態度》 - 發行日期：2021年11月14日 - 語言：國語                      |

### 搭配戲劇歌曲
| 單曲 # | 發行日期 | 戲劇名稱                  | 曲目                 | 備註               |
| ------ | -------- | ------------------------- | -------------------- | ------------------ |
| 1      | 2011     | 戲劇《瑰寶1949》          | 主題曲《瑰寶》       | 作曲               |
| 2      | 2011     | 戲劇《瑰寶1949》          | 插曲《痛了才懂》     | 作曲               |
| 3      | 2011     | 戲劇《瑰寶1949》          | 片尾曲《塵埃》       | 演唱/作曲          |
| 4      | 2012     | 電影《第一次》            | 主題曲《哭得像小孩》 | 作曲               |
| 5      | 2012     | 電影《第一次》            | 插曲《安排》         | 演唱/作曲          |
| 6      | 2012     | 戲劇《半熟戀人》          | 主題曲《半熟戀人》   | 演唱/作曲          |
| 7      | 2013     | 戲劇《流氓蛋糕店》        | 插曲《是不是愛》     | 演唱               |
| 8      | 2014     | 戲劇《黑暗的笑臉》        | 插曲《愛是黑白》     | 演唱               |
| 9      | 2015     | 戲劇《春梅》              | 片尾曲《春梅》       | 演唱               |
| 10     | 2016     | 戲劇《幻城》              | 片尾曲《心底》       | 演唱               |
| 11     | 2016     | 戲劇《幻城》              | 插曲《梨落》         | 演唱               |
| 12     | 2019     | 戲劇《用九柑仔店》        | 插曲《我相信你了》   | 演唱/作曲          |
| 13     | 2021     | 戲劇《靈魂擺渡·南洋傳說》 | 片尾曲《靈魂擺渡》   | 與葉懷佩Andrew合唱 |
| 14     | 2022     | 戲劇《幸福二重奏》        | 片尾曲《一夜風雨來》 | 演唱               |
| 15     | 2022     | 戲劇《玉面桃花總相逢》    | 插曲《入夢》         | 演唱               |

### 廣告歌曲
遠傳電信的一支廣告中的歌曲 《Do you see me?》是袁詠琳作曲及演唱的作品。袁詠琳並在廣告中演出。是歷年遠傳廣告中新人女歌手高以愛、陳嘉唯、王若琳、潘瑋儀等人之一。

## 演唱會

### 2011年7月
- 河岸留言袁詠琳首場音樂會

### 2011年11月
- 西門河岸舉行Cindy袁詠琳 [2BE DIFFERENT] 音樂會

### 2016年4月
- 寬宏《讚聲Voice Up》個人演唱會

### 2020年11月
- 袁詠琳《乘風破浪Cindy棒棒》上海生日音樂會

### 2021年11月
- 袁詠琳《心火燎袁 On Fire 2021生日演唱會》

## 外部連結
- 袁詠琳Cindy Yen的Facebook專頁
- 袁詠琳的Instagram帳戶
- Cindy袁咏琳的新浪微博
- YouTube上的袁詠琳頻道
- 袁詠琳在香港影庫上的簡介